# Рекультивація
Рекультива́ція — штучне відновлення родючості ґрунтів і рослинного покриву після техногенного порушення природи.

## Загальна характеристика
У вік науково-технічного прогресу ґрунт, як і біосфера в цілому, перетворилися із систем, що контролюються природними факторами, в системи, які функціонують під сильним впливом антропогенних факторів. Особливо великий негативний вплив на навколишнє середовище і, насамперед, на земельні ресурси, спричиняється гірничодобувною промисловістю. У районах з високою концентрацією підприємств гірничодобувної промисловості відбувається порушення природних ландшафтів і на значних територіях утворюються промислові відвали, на яких відсутній родючий шар ґрунту. Видобування корисних копалин, особливо відкритим способом, призвело до утворення великих площ порушених земель (Пространственная агроекология…, 2013; Єтеревська, 2008; Зверковский, Тупика, 2003).
Концепція ноосфери академіка В. І. Вернадського з'явилась у зв'язку з оцінкою ролі людини в еволюції біосфери та усвідомленням взаємодії природи і суспільства, відповідно до якої розумна людська діяльність стає головним, визначаючим чинником розвитку (Вернадский, 1991). Діяльність людини багато в чому нанесла шкоду довкіллю, тому одне із найважливіших завдань екології — це вивчення регуляторних процесів у біосфері, а також створення засад раціонального використання природних ресурсів.
Широкі можливості сучасної науки і техніки висунули на передній план і нові галузі знань. Так, наприклад, С. В. Зонн та А. П. Травлєєв (1989) запропонували сучасний напрямок у ґрунтознавстві — «техногенне ґрунтознавство», що покликане розробляти проблеми створення штучних ґрунтів на територіях, що піддаються корінним порушенням чи гранично шкідливим забрудненням, як субстратів, які можуть забезпечувати людство ресурсами харчування (Травлєєв та ін., 2005).

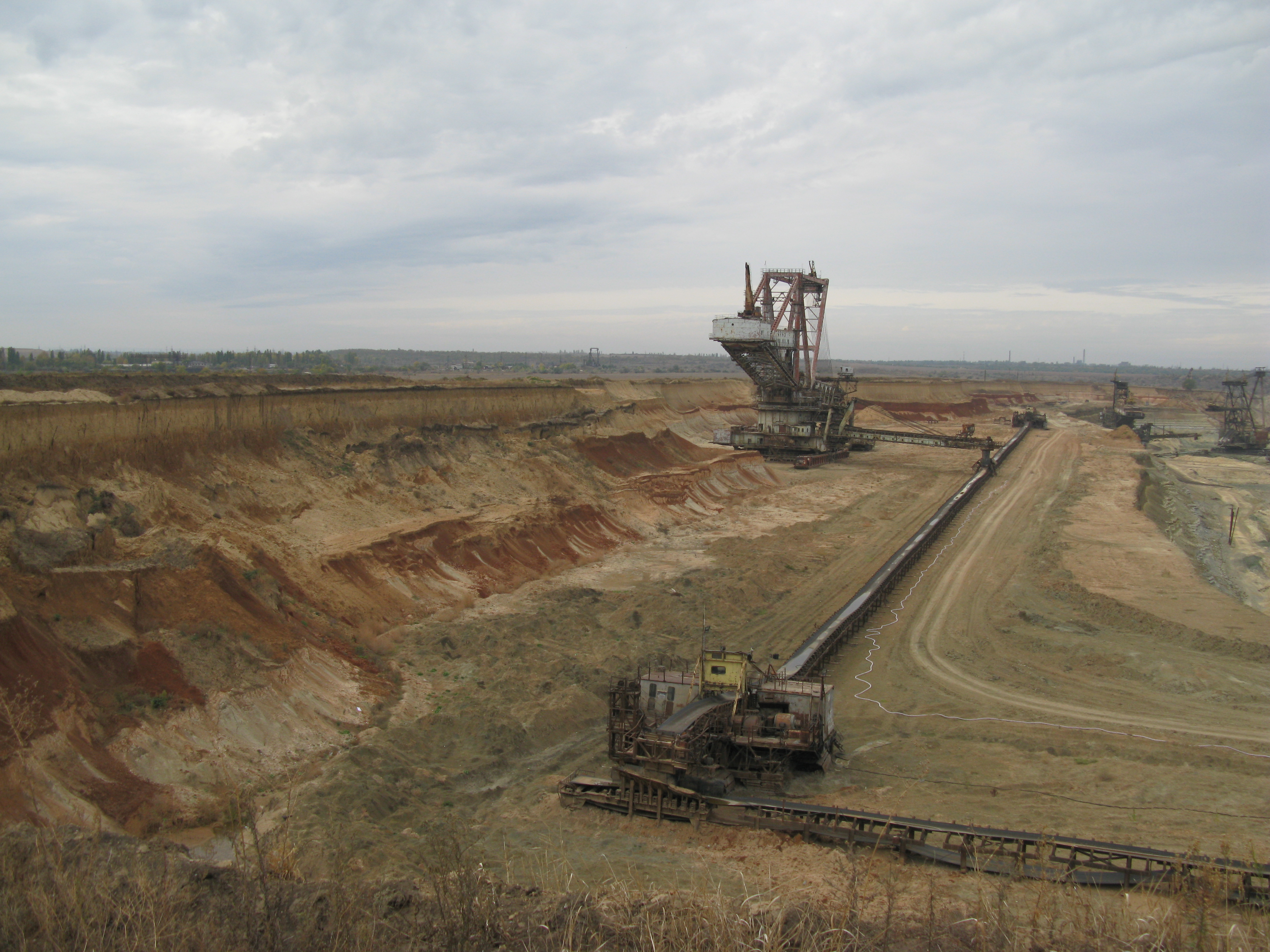

Повернення у господарське використання техногенно порушених земель передбачено Земельним кодексом України, Законом України «Про охорону земель» та іншими нормативними документами, є важливою складовою вирішення комплексної проблеми охорони навколишнього природного середовища та відтворення родючості порушених земель. Багаторічними дослідженнями з рекультивації земель, проведених в Україні М. О. Бекаревичем (1966, 1971, 1978, 1982, 1996, 2001), А. П. Травлєєвим (1981, 1985, 1986, 1989), М. Т. Масюком (1974, 1987, 1989, 1992, 1998, 2003), Л. В. Єтеревською (1979, 1998, 2008, 2012), П. В. Волохом (1987, 1996, 2010), М. К. Шикулою (1962), І. П. Чабаном (1982, 2002, 2008), І. Х. Узбеком (2001, 2002, 2004), В. М. Звірковським (1987, 1997, 2003, 2010), В. О. Забалуєвим (1984, 1992, 1999, 2001, 2006), М. М. Харитоновим (2003), Ю. І. Грицаном (2009, 2010), О. О. Мициком (1995, 2012), О. В. Жуковим (1995, 2009, 2015), О. Г Тарікою (2006), О. О. Гаврюшенком (2017), їх співавторами та іншими дослідниками, доведено, що визначальним у вирішенні цієї проблеми є наукове обґрунтування параметрів антропотехногенних едафотопів (техноземів). Одним із таких параметрів є фізичні властивості. Взаємодія біотичних та абіотичних ґрунтових компонентів призводить до формування ґрунтового профілю, визначає родючість ґрунту, різні його властивості, в тому числі й екологічні функції. Актуальною проблемою є моніторинг стану ґрунту в процесі рекультивації, його фізичних та водно-фізичних властивостей, які, перш за все, характеризують ступінь окультурення та екологічний стан ґрунтового покриву (Демидов, 2012; Anand et al., 2012). Особливості процесу ґрунтоутворення в техногенних ландшафтах діагностуються за змінами водно-фізичних і фізичних властивостей (Андроханов, Курачев, 2010). Ці динамічні показники залежать від генезису, а також технологічних операцій як на технічному, так і на біологічному етапах рекультивації (Етеревская, 1989).

## Визначення
- 1. Комплекс гірничотехнічних, інженерно-будівельних, меліоративних, сільськогосподарських, лісокультурних та озеленювальних робіт, які скеровані на відновлення продуктивності та господарської цінності порушених гірничими роботами, видобуванням нафти і газу, або земель, приведених до непридатного стану внаслідок тривалого перебування під породними відвалами, мулонакопичувачами тощо.
- 2. Відтворення, покращання умов довкілля з метою повторного використання порушених у процесі господарської діяльності територій. Можливі такі напрямки P.: сільськогосподарський, лісогосподарський, водогосподарський, рекреаційний, будівельний, санітарно-гігієнічний.
- 3. Здійснення комплексу заходів для забезпечення можливості повторного використання земель, пошкоджених у процесі виробничої діяльності, а також запобігання шкідливій дії промислового виробництва на екологію довкілля. Проведення Р.з. передбачає створення культурних ландшафтів, які б повністю відповідали вимогам охорони та збагачення природних ресурсів. Рекультивовані землі використовують для вирощування сільськогосподарських культур, створення лісонасаджень, організації місць відпочинку, заказників тощо.
- 4. Рекультивація (від латинського відновлення, повторне відновлення обробленого, обробленої) — комплекс робіт та заходів по відновленню ландшафтів і земель, порушених господарською діяльністю людини або природними процесами, а також створення на цих місцях нових ландшафтів. Такі роботи повинні проводитися на місцях розробки корисних копалин, нафтопроводів, будівництва. Перший технічний етап Р. включає відновлення рельєфу (засипка ярів, кар'єрів, ліквідація або планування відвалів гірських порід і ін.), А другий (біологічний етап) — повернення туди попередньо знятого ґрунтового шару, лісовідновлення (вирощування лісів на вирубках, згарищах, відвалах), відновлення родючості, включаючи комплекс агротехнічних заходів.

На сучасному етапі розвитку людства відновлення територій, порушених відкритими розробками корисних копалин, притаманно майже всім промислово розвинутим країнам. Науково-технічний прогрес, розвиток промисловості передбачають інтенсивне використання природної сировини, збільшення видобутку корисних копалин, що призводить до вилучення з сільського господарства значних земельних угідь, видозмінює ландшафти (Масюк, 1996, 1998; Acady, Smucker, 1989). Техногенні порушення територій досягли таких об'ємів, що починають впливати на динаміку земельного фонду планети, який характеризується зростаючою тенденцією до скорочення продуктивних земельних угідь (Забалуєв, 1999; Brady, Weil, 2002). Нині законодавством визначено, що «… рекультивації підлягають землі, в яких відбулися зміни в структурі рельєфу, екологічному стані ґрунтів та материнських порід і в гідрологічному режимі в результаті проведення гірничодобувних, геологорозвідувальних, будівельних та інших робіт» (Закон України «Про охорону земель», 2003).
Антропогенний вплив на ґрунт проявляється в його техногенному руйнуванні відкритим способом добування корисних копалин. При цьому повністю знищуються ґрунтовий покрив, культурна і природна рослинність, а на зміну їм приходить «місячний ландшафт» — відвали, нерідко з токсичних порід, що призводить до забруднення природного середовища, тобто атмосферного повітря, вод, ґрунтово-рослинного покриву продуктами вивітрювання глибинних порід (Kohnke, 1950; Масюк, 1975). Відбувається запилення водного і повітряного басейнів, залучення в техногенний процес ландшафтоутворення, екологічно не властивих, а частіше біологічно шкідливих геохімічних елементів, які виносяться на поверхню в кількості, що набагато перевищує їх вміст у звичайному кругообігу. Встановлено, що порушені ділянки несприятливо впливають на територію, приблизно в 10 разів перевищують площу безпосереднього порушення (Бекаревич, Масюк, 1976; Baumer, 1988). Також відкриті розробки викликають значні зміни гідрологічного режиму території.
Для робочих процесів, які проходять на кар'єрах витрачають величезну кількість води, з чим пов'язане зменшення ґрунтових вод у районах діючих кар'єрів, причому зміни охоплюють території, які приблизно у 25 разів більші, ніж сам кар'єр. Навпаки, в рівнинних районах часто виникає локальне заболочування території, яке посилюється порушенням природного стоку акумулятивними формами неорельєфу (Алиев, 1973; Bergkamp,1996; Chien, Lee, 1997). Це призводить до деградації природних ландшафтів як стійких систем і перетворення їх на антропогенезовані, що проявляється в бідності або корінній видозміні флори і фауни, зниження їх стійкості до техногенного навантаження (Буевский, Зорин 1965). Відновлення родючості і повернення в обіг земель, порушених гірськими роботами, можливі в результаті проведення спеціальних робіт, що отримали назву рекультивація (від лат. re — відновлення, або повторність дії чи явища і cultus − обробіток, уведення, розведення; дослівно «введення у використання», повторне використання).
Рекультивація земель як комплекс робіт, направлених на відновлення продуктивності та народногосподарської цінності земель, а також покращення умов навколишнього середовища, набула актуальності в ряді країн (Лактионов, 1971; Турина, 2013). В Україні більш ранніми дослідженнями в цій сфері є роботи М. М. Дрюченко (1956). В 1962 році були розпочаті перші широкомасштабні в нашій країні наукові дослідження по відродженню порушених земель (Шикула, 1962; Масюк, Бекаревич, 1976; Додатко, 1974). Організатором і науковим керівником цих досліджень був завідувач кафедри ґрунтознавства Дніпропетровського сільськогосподарського інституту професор Бекаревич Микола Омелянович. Першими виконавцями цієї важливої наукової проблеми стали аспіранти Масюк Микола Трохимович та Узбек Іван Харлампійович. З цього часу вона стає важливою науково-практичною проблемою, вирішення якої потребує міждисциплінарної інтеграції, значних технічних і фінансових ресурсів (Масюк, 1989). Рекультивація порушених земель відповідно з вимогами ГОСТ 17.5.1.01 − 84 повинна здійснюватись у два послідовних етапи: технічний та біологічний. Технічний етап рекультивації передбачає формування елементарного техногенного ландшафту. Його головною метою є інженерна підготовка території, що забезпечить можливість відновлення родючості порушених земель. Біологічний етап рекультивації включає комплекс агротехнічних і фітомеліоративних заходів по безпосередньому процесу відновлення родючості порушених земель (Bell, Lechowicz, 1991; Курачев, Андроханов, 2003; Кацевич, Єлфімов, 2012). За Л. В. Єтеревською розрізняють три послідовні етапи рекультивації. Перший, проектно-дослідницький, або попередній, на якому вивчаються можливості і передумови здійснення рекультивації, визначається її напрямок і створюється проект усього комплексу робіт (Єтеревська та ін., 2012).
На другому, гірничотехнічному, здійснюється весь комплекс гірничотехнічних робіт, передбачених проектом. Основною метою проведення гірничотехнічного етапу є створення на порушених землях підстилаючого шару із розкривних гірських порід належної потужності та якості і нанесення на його поверхню шару чорнозему або потенційно родючої розкривної породи (Field scale variability…, 1994).
Третій, заключний етап при сільськогосподарській і лісогосподарській рекультивації називають ще біологічним. На цьому етапі формують фітоценоз згідно проекту і об'єкт рекультивації освоюється згідно з вибраним напрямком.
Основне завдання рекультивації полягає у тому, щоб довести порушені землі до стану, придатного для їх використання у сільському, лісовому, рибному господарствах, для промислового та комунального будівництва, створення тепличних господарств і зон відпочинку, тобто за призначенням. Рекультивація також має соціальне значення — виховання бережливого ставлення до природних ресурсів. Головною метою рекультивації є відтворення продуктивності порушених територій і повернення їх у використання, що передбачає проведення комплексу інженерних, гірничотехнічних, меліоративних, сільськогосподарських та лісогосподарських робіт (Coleman, Montgomery, 1987; Андроханов и др., 2000; Адаптація ґрунтозахисних технологій…, 2000; Природний механізм захисту…, 2011). Комплекс робіт включає заходи по покращенню навколишнього середовища, які усувають негативні фактори — забруднення ґрунтів, ґрунтових вод, трансформацію деградованих форм рельєфу та ін. У цьому відношенні рекультивація земель ототожнюється з поняттям ландшафтно-екологічної ґрунтової конструкції — реставрації або формуванні нового культурного ландшафту (May, 1974; Забалуєв, 2002).
При створенні різних ґрунтових конструкцій у процесі рекультивації земель часто не беруться до уваги можливі віддалені наслідки, які можуть виникнути у зв'язку з особливостями клімату, літології, гідрології та інших техногенних ландшафтів (Создание и рациональное использование…, 2003; Соколова, 2009;). У результаті функціонування цих конструкцій відбуваються значні зміни фізичних властивостей та процесів, які протікають в рекультиваційному кореневому шарі (Дідух та ін., 2008). У зв'язку з цим постає актуальна необхідність вивчення властивостей та процесів у рекультиваційних ґрунтових конструкціях, в аналізі їх сучасного стану та прогнозу еволюції з урахуванням цільового спрямування ґрунтової конструкції та особливостей конкретних умов (Добровольський, 1979; Zaniewski et al., 2002; Гаврюшенко, 2017).
Насипні ґрунтові конструкції можна віднести до типу техноземів гумусоакумулятивних (Гаджиев, Курачев, 1992). Техноземи, які сформовані в процесі рекультивації, значно відрізняються від зональних ґрунтів рівнем родючості (трофністю), фізичними, водно-фізичними та іншими екологічно важливими показниками (Концепція рекультивації земель…, 2012; Медведев 2013). Значна горизонтальна неоднорідність є характерною властивістю рекультоземів. Просторова мінливість властивостей таких насипів призводить до строкатості екологічних умов для функціонування мікробо-, фіто- і зооценозу в техноземах (Антропогенные почвы…, 2003). Для того, щоб створювати більш стійкі ґрунтові конструкції необхідно більше знати про процес ґрунтоутворення та перш за все про фізичні властивості агрегованих і гетерогенних природних тіл, таких, як природні ґрунти (Skavina, 1969).
Раціональна сільськогосподарська рекультивація передбачає створення на місці відпрацьованих кар'єрів штучного ґрунтового покриву з оптимальними параметрами фізичних властивостей і режиму живлення. Головним критерієм якості виповнених рекультиваційних робіт повинно бути відновлення ґрунтово-екологічних функцій у заново створюваних ландшафтах (Soil aggregation…, 1955; Забалуєв та ін., 2002). В результаті багаторічних досліджень встановлено, що родючість властива не лише ґрунтам, а і деяким гірським породам. Це дозволило згрупувати їх за ступенем придатності для біологічної рекультивації, в тому числі для сільськогосподарської. Факторами, які визначають придатність гірських порід до сільськогосподарського використання є їх склад і властивості. Ґрунт як твердофазна система є опорою для рослин і тварин, дозволяючи їм зберігати вертикальне положення (Андрусевич, 2013; Задорожная, 2013). У ній зберігаються тривалий час насіння та інші види зачатків, тим самим сприяють підтриманню життя в мінливих екологічних умовах. Ґрунти є не тільки фізичним середовищем існування для живих організмів. У них вони знаходять для себе джерела поживних елементів і вологи в доступній формі. У той же час ґрунт володіє і резервом елементів живлення, які поступово, при руйнуванні мінеральної маси, поповнюють доступні форми, тим самим підтримуючи необхідні умови існування для живих організмів. Здатність ґрунту містити в собі хімічні елементи, необхідні живим організмам, у розчинній формі і в той же час утримувати їх від вимивання пов'язана з її поглинальною здатністю за рахунок величезної поверхні складових її компонентів (Stys, 1983; Бондар, Жуков, 2009; Zeleny et al., 2010). В результаті ґрунтоутворювального процесу материнські породи поступово набувають сприятливі для живих організмів властивості, в них накопичуються необхідні елементи живлення, енергія, акумульована при фотосинтезі і вивільняється в тепловій та хімічній формі. Ґрунти здійснюють різні санітарні функції, які полягають у деструкції органічного опаду і в обмеженні розвитку хвороботворних мікроорганізмів (Харитонов, 2003; Зленко, 2011).
У зв'язку з цим важливого значення набуває вивчення фізичних, хімічних і біологічних властивостей, винесених на поверхню гірських порід, в яких формується едафотоп, що рекультивується (у загальноприйнятому значенні едафотоп включає ґрунти та підстилаючі їх материнські породи і ґрунтові води за Сукачевим), та будову, товщину і родючість самого едафотопу, що рекультивується (Бекаревич, Масюк, 1969; Масюк, 1998; Walker, Kinzig, 1999). На відміну від інших видів рекультивації (лісової, рекреаційної, заповідних територій та ін.), при сільськогосподарському напрямку рекультивації особливе значення має формування стабільного рельєфу порушених земель. На стабілізаційному біологічному етапі рекультивації необхідно інтенсифікувати фізичні процеси, що відбуваються у ґрунті. Знання цих процесів дозволить визначити найбільш раціональний для даних умов напрям рекультивації земель (Walker, 1992; Лядська, 2013).
При відкритому способі добування корисних копалин вилучаються із надр, розпорошуються, накопичуються, перемішуються і переміщуються, тобто опиняються у змінених геохімічних умовах значні маси гірських порід. Вони є якісно новими едафо-технічними компонентами екосистем зі специфічним складом та фізичними властивостями і взаємодією з навколишнім природним середовищем, їх успішне біологічне освоєння потребує спеціальних наукових досліджень.
Дніпропетровська область — один з найбільш розвинених промислових та аграрних регіонів України, який займає друге місце в державі за обсягами реалізації сільськогосподарської продукції. Аграрний сектор області налічує понад 4 тис. підприємств різних форм власності і господарювання, на яких працює більше 40 тис. чол. Основними галузями спеціалізації області є гірничодобувна, металургійна, машинобудівна, хімічна та електроенергетична і ракетно-космічне машинобудування. Чорна металургія характеризується наявністю повного циклу виробництва, який поділяється на видобуток сировини, її переробку і саме виробництво.
Дніпропетровська область є унікальною за різноманітністю родовищ корисних копалин. У її надрах зосереджена найбільша в Україні мінерально-сировинна база: 299 місценароджень різноманітних корисних копалин, з яких 95 — на сьогоднішній день розробляються, і це 50 % їх загальної по державі видобутку. У значних кількостях здійснюється добуток залізних, марганцевих і комплексних титано- цирконієвої руд, кам'яного вугілля, каолінів, облицювального каменю, газу та нафтопродуктів, сировини для виробництва будматеріалів, вогнетривких глин, вапняків, прісних підземних, мінеральних і радонових вод. Виявлено перспективні рудні прояви молібдену, міді, нікелю, ванадію і вольфраму («Екологічний …», 2009).
З геологічними формаціями Українського кристалічного щита пов'язані унікальні родовища Криворізького залізорудного басейну, де розвідано 30 родовищ, з яких 18 експлуатуються. Залізні руди представлені багатими магнетіт-гематитовими рудами, магнетитовими і окисленими залізистими кварцитами. У південній та північній частинах басейну серед багатих руд виділяються бурі залізняки. У теоретичних відкладеннях південного схилу Українського щита розташовані марганцеворудні родовища Нікопольського басейну — найбільшого у світі за запасами і промисловим значенням. Титано-цирконієві руди сконцентровані в прибережно-морських піщаних відкладеннях сарматського ярусу неогену. Розвідано два великих родовища: Малишевське і Вовчанське. Малишевське родовище інтенсивно розробляється філією «Вільногірський гірничо-металургійний комбінат» ЗАТ «Кримський Титан», Вовчанське — силами ТОВ «Демурінський ДЗК». Третє родовище техногенне — Балка Крута (м. Вільногірськ), експлуатується ТОВ «Кольорові метали» («Екологічний …», 2009).
У межах області зосереджені 16 родовищ вуглеводнів, велика частина яких комплексна. Видобутком нафти, газу та газоконденсату на території області займаються такі підприємства, як ГПУ «Полтавагазвидобування», НГУ «Полтаванафтогаз», ГПУ «Харківгазвидобування».
Балансові запаси кам'яного вугілля зосереджені на 56 об'єктах Донецького басейну. В області працює 10 шахт ВАТ « Павлоградвугілля». Глибина експлуатації вугільних пластів в області коливається від 220 до 715 м. Буре вугілля зосереджене на 18 родовищах Дніпровського басейну і на трьох — у Петриківському вугленосному районі, які ще не розробляються.
Мінерально-сировинна база області на 30 % складається з паливно-енергетичних корисних копалин (нафта, газ, конденсат, кам'яне і буре вугілля), на 38 % — із сировини для виробництва будівельних матеріалів, решта — це руди металів, а також прісні і мінеральні підземні води. Гірничодобувний комплекс області протягом року випускає 116600000 т залізної руди, 2,2 млн т марганцевої руди, 4,7 млн т титанової руди, 11,1 млн т вугілля і 53160000 т будівельних матеріалів. Видобуток і переробка мінеральної сировини викликають значні техногенні навантаження на навколишнє середовище.
Геологорозвідувальні роботи минулих років на території Магдалинівського, Новомосковського, Юр'ївського районів відкрито 13 нафтогазових родовищ. Родовища багатоярусні з різними співвідношеннями нафтових і газових ресурсів. За запасами сировини родовища оцінюються як дрібні. Обсяг видобутку невеликий і становить 10-12 % потреби області. В результаті проведених геологорозвідувальних організаціями пошукових робіт на території області виявлено золоторудні родовища «Сергіївське» і «Балка Золота» в Солонянському районі, "Балка Широка"у Нікопольському районі. Родовища «Сергіївське», «Балка Золота» відносяться до Сурської зеленокам'яної структури, яка має істотну схожість з золотоносними регіонами Канади, Австралії та Південної Африки. У світовій практиці зеленокам'яні пояси характеризуються високим проявом золотоносності, вміщуючи дві третини світових запасів золота. Місцезнаходження родовища «Балка Широка» пов'язане з Чертомською зеленокам'яною структурою.
У Нікопольському промисловому вузлі розташоване одне з найбільших у світі родовищ марганцевих руд. Його розробку здійснюють два гірничозбагачувальні комбінати — Орджонікідзевський і Марганецький, які повністю забезпечують виробництво марганцеворудної продукції в Україні. Орджонікідзевський ДЗК веде експлуатацію західної частини родовища підземним і відкритим способом. 5 шахт і 2 кар'єри розташовані на території Нікопольського і Томаківського районів. Ступінь розвідання родовищ на гірничозбагачувальних комбінатах досить висока. Балансові запаси марганцевої руди промислової категорії коливаються в межах 80 % від загальних запасів, а на діючих кар'єрах і шахтах — 85-95 % («Екологічний …», 2009).

## Етапи рекультивації
Рекультивація гірничотехнічна — сукупність гірничих робіт і заходів щодо відновлення властивостей денної поверхні: планування відвалів, виположення їх укосів, формування дренажної мережі, покриття поверхні шаром родючого ґрунту та ін.
Рекультивація біологічна — сукупність заходів щодо відновлення родючості земель, які поновлені гірничотехнічною рекультивацією: посів трав-меліорантів, внесення добрив та ін.